# Ejido Caleritas
Ejido Caleritas är en ort i Mexiko.   Den ligger i kommunen Concordia och delstaten Sinaloa, i den centrala delen av landet, 800 km nordväst om huvudstaden Mexico City. Ejido Caleritas ligger 28 meter över havet och antalet invånare är 129.
Terrängen runt Ejido Caleritas är platt åt sydväst, men åt nordost är den kuperad. Runt Ejido Caleritas är det glesbefolkat, med 13 invånare per kvadratkilometer. Närmaste större samhälle är Villa Unión, 4,5 km väster om Ejido Caleritas. I omgivningarna runt Ejido Caleritas växer huvudsakligen savannskog.